# Trenerzy zdobywców Pucharu Anglii w piłce nożnej
Trenerzy zdobywców Pucharu Anglii w piłce nożnej – zestawienie trenerów, którzy poprowadzili swój klub do zdobycia Pucharu Anglii.
Pierwszą edycję rozgrywek rozegrano w 1872 roku (przerwa w latach 1940–1945 z powodu wybuchu II wojny światowej) i ówczesny ich triumfator – FC Wanderers nie miał trenera, a drużyną kierował kapitan klubu – Charles William Alcock.
Najbardziej utytułowanym trenerem w historii rozgrywek jest Francuz Arsène Wenger, który 7-krotnie triumfował z Arsenalem Londyn. Herbert Chapman i Billy Walker są jedynymi trenerami triumfujących w rozgrywkach z dwoma różnymi klubami. Pierwszy z nich triumfował w edycji 1921/1922 z Huddersfield Town oraz edycji 1929/1930 z Arsenalem Londyn, natomiast Billy Walker triumfował w edycji 1934/1935 z Sheffield Wednesday oraz edycji 1958/1959 z Nottingham Forest.
Pierwszym trenerem spoza Wysp Brytyjskich triumfującym w rozgrywkach był Holender Ruud Gullit z Chelsea Londyn w edycji 1996/1997.

## Trenerzy

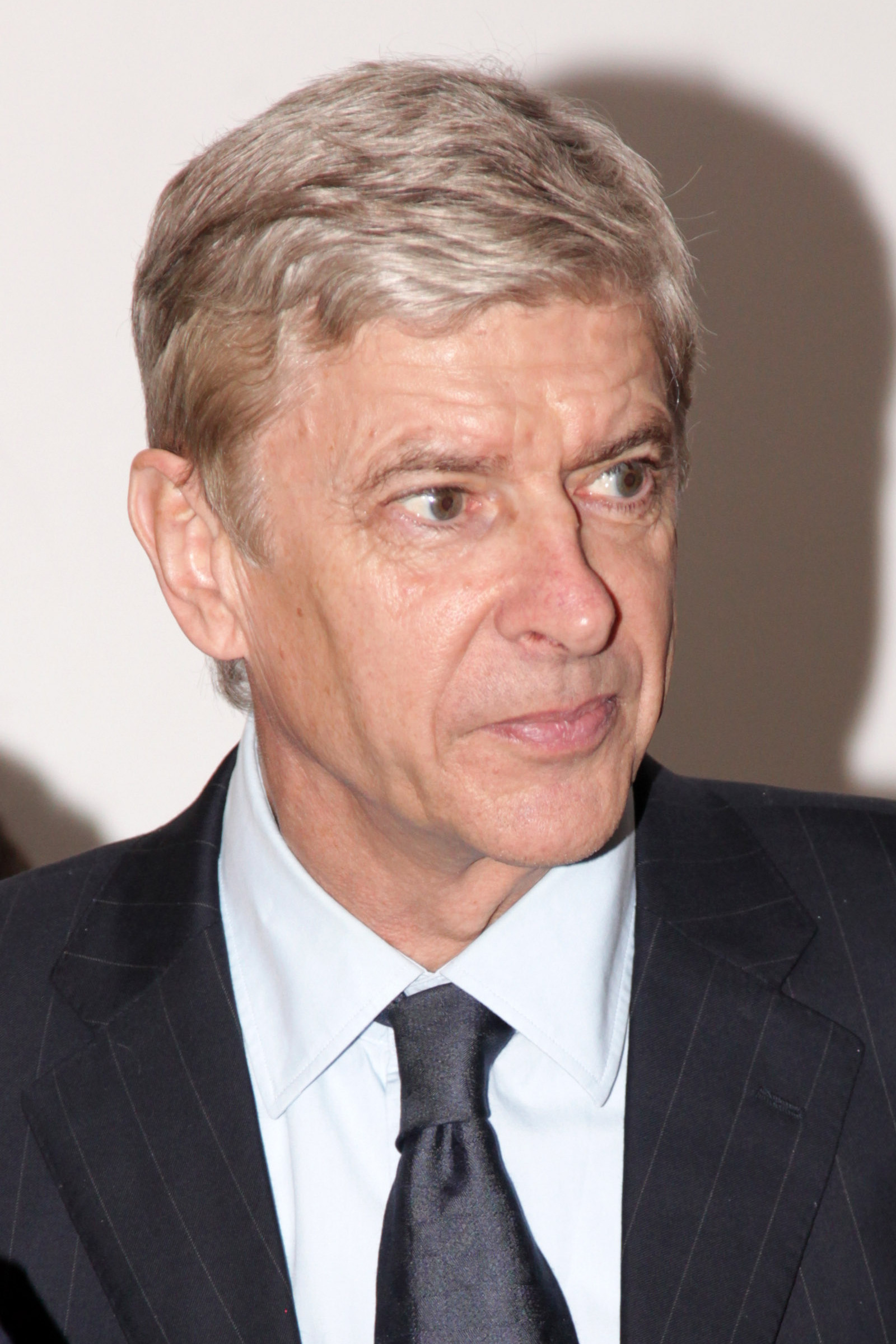
Arsène Wenger – 7-krotny triumfator rozgrywek z Arsenalem Londyn.

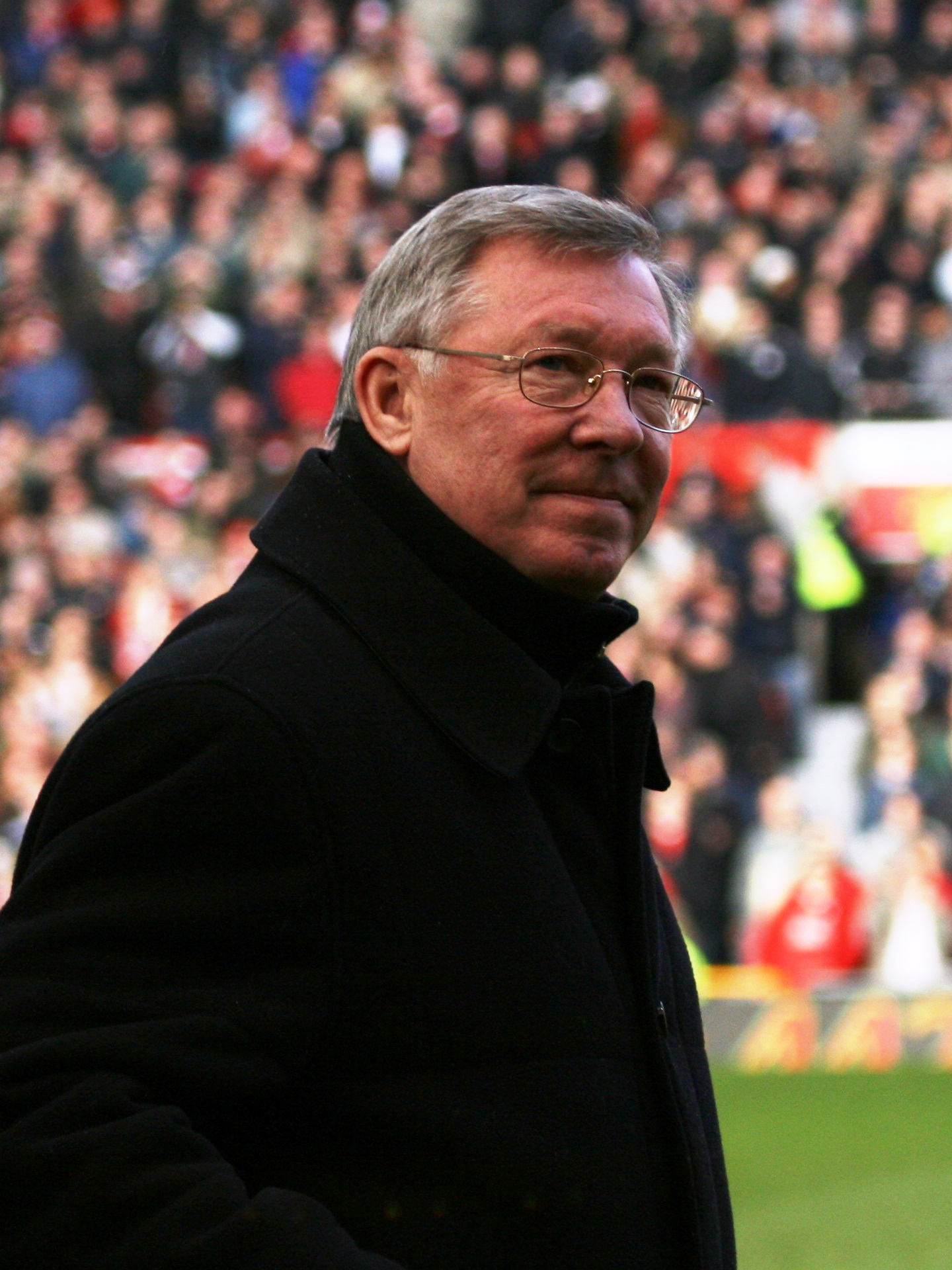
Alex Ferguson – 5-krotny triumfator rozgrywek z Manchesterem United.

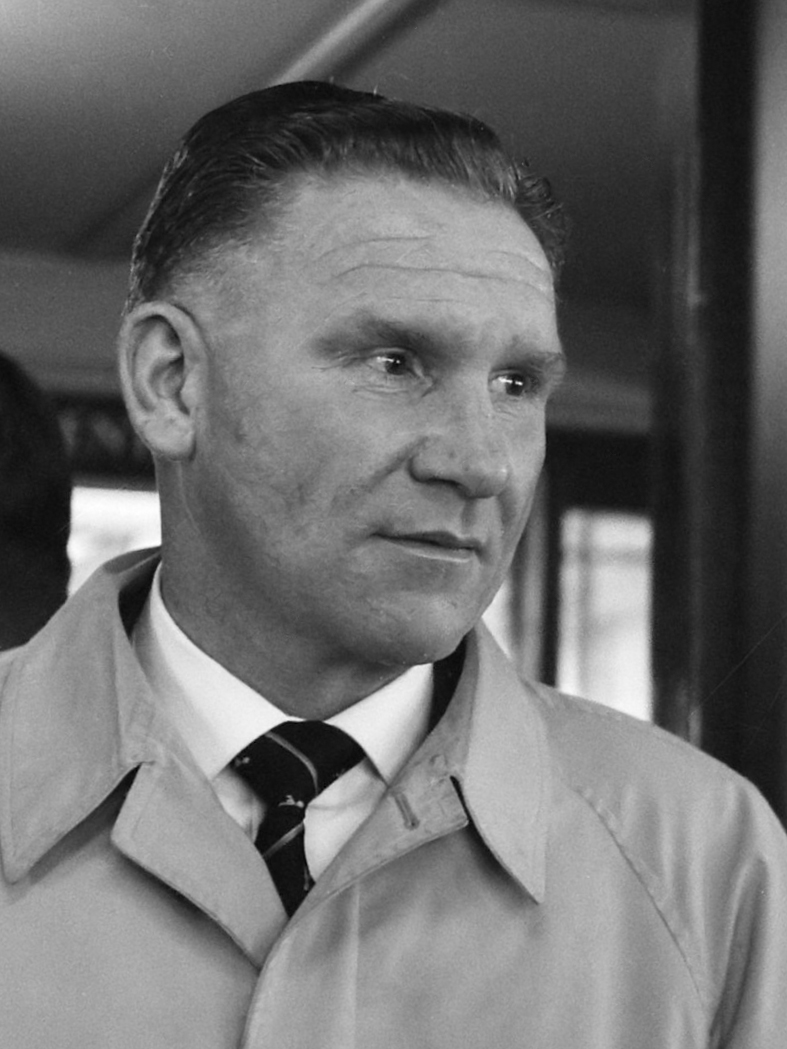
Bill Nicholson – trzykrotny triumfator rozgrywek z Tottenhamem Hotspur.

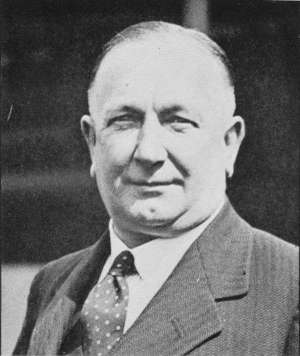
Herbert Chapman – dwukrotny triumfator rozgrywek.

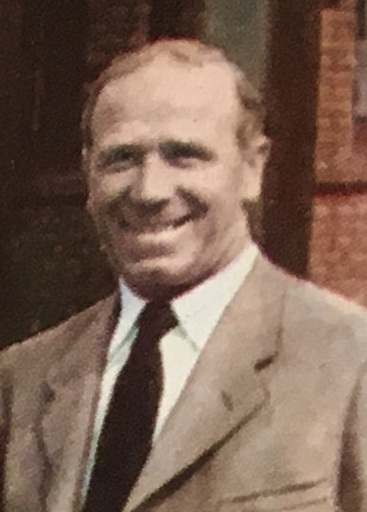
Matt Busby – dwukrotny triumfator rozgrywek z Manchesterem United.

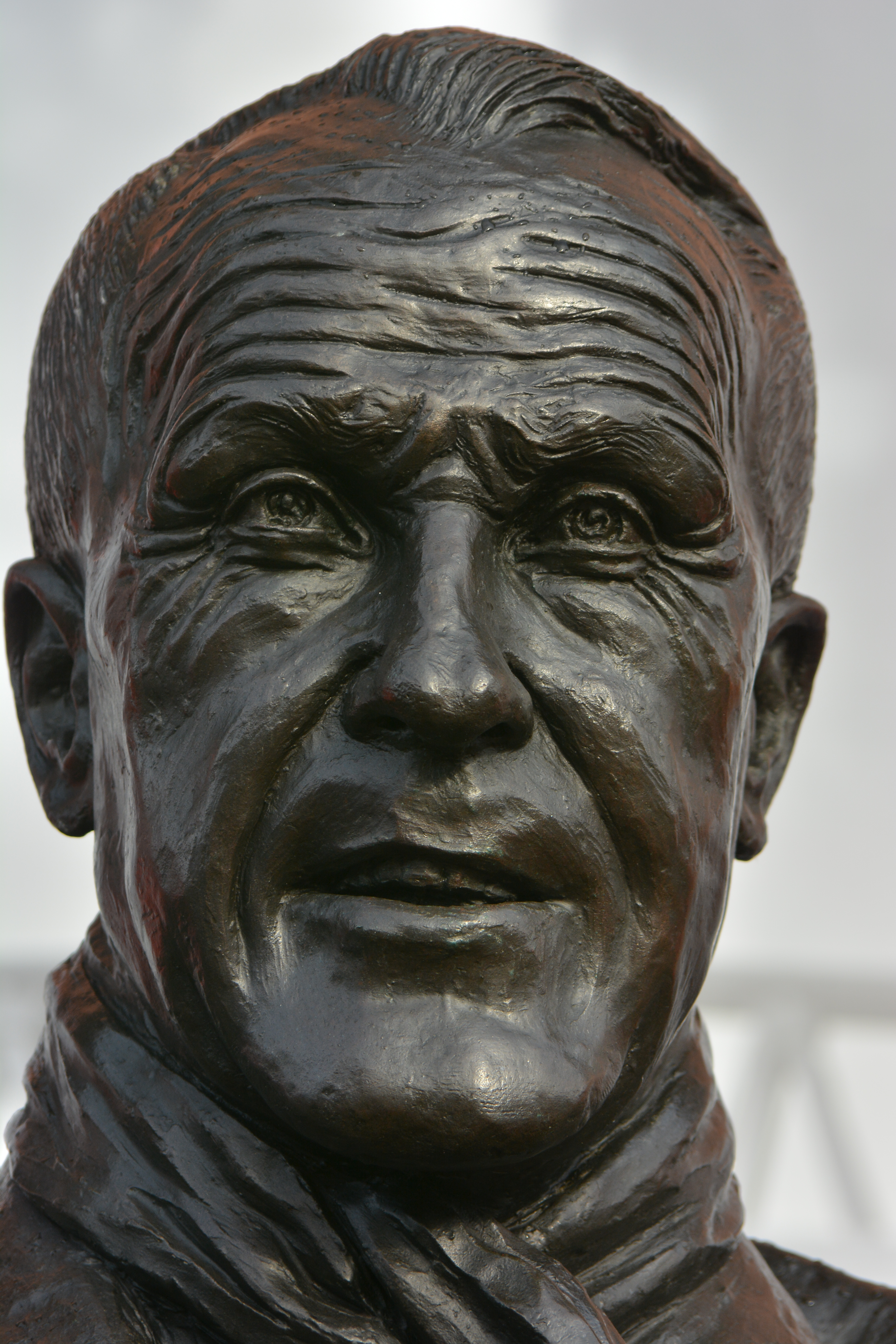
Bill Shankly – dwukrotny triumfator rozgrywek z FC Liverpoolem.

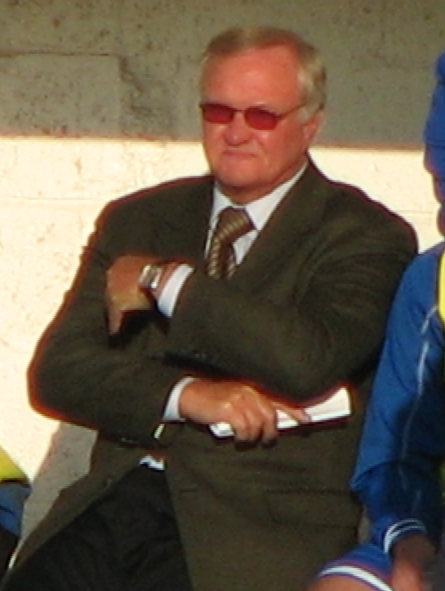
Ron Atkinson – dwukrotny triumfator rozgrywek z Manchesterem United.

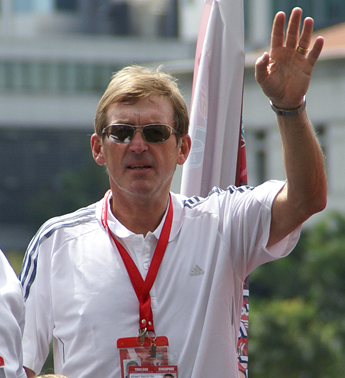
Kenny Dalglish – dwukrotny triumfator rozgrywek z FC Liverpoolem.

Pep Guardiola – dwukrotny triumfator rozgrywek z Manchesterem City.

| Rok  | Trener                                | Klub                    | Przypisy     |
| ---- | ------------------------------------- | ----------------------- | ------------ |
| 1872 | Charles William Alcock (jako kapitan) | FC Wanderers            |              |
| 1873 | Charles William Alcock (jako kapitan) | FC Wanderers            |              |
| 1874 | Brak trenera                          | Brak trenera            | Brak trenera |
| 1875 | Brak trenera                          | Brak trenera            | Brak trenera |
| 1876 | Jarvis Kenrick (jako kapitan)         | FC Wanderers            |              |
| 1877 | Jarvis Kenrick (jako kapitan)         | FC Wanderers            |              |
| 1878 | Jarvis Kenrick (jako kapitan)         | FC Wanderers            |              |
| 1879 | Brak trenera                          | Brak trenera            | Brak trenera |
| 1880 | Brak trenera                          | Brak trenera            | Brak trenera |
| 1881 | Edward Hagarty Parry (jako kapitan)   | Old Carthusians         |              |
| 1882 | Brak trenera                          | Brak trenera            | Brak trenera |
| 1883 | Jack Hunter (jako kapitan)            | Blackburn Olympic       |              |
| 1884 | Thomas Mitchell                       | Blackburn Rovers        | [ 1 ]        |
| 1885 | Thomas Mitchell                       | Blackburn Rovers        | [ 1 ]        |
| 1886 | Thomas Mitchell                       | Blackburn Rovers        | [ 1 ]        |
| 1887 | George Ramsay                         | Aston Villa             |              |
| 1888 | Louis Ford                            | West Bromwich Albion    |              |
| 1889 | William Sudell                        | Preston North End       |              |
| 1890 | Thomas Mitchell                       | Blackburn Rovers        | [ 1 ]        |
| 1891 | Thomas Mitchell                       | Blackburn Rovers        | [ 1 ]        |
| 1892 | Louis Ford                            | West Bromwich Albion    |              |
| 1893 | Jack Addenbrooke                      | Wolverhampton Wanderers |              |
| 1894 | Tom Harris                            | Notts County            |              |
| 1895 | George Ramsay                         | Aston Villa             |              |
| 1896 | Arthur Dickinson                      | The Wednesday           |              |
| 1897 | George Ramsay                         | Aston Villa             |              |
| 1898 | Harry Hallam                          | Nottingham Forest       | [ 2 ]        |
| 1899 | John Nicholson                        | Sheffield United        |              |
| 1900 | Harry Spencer Hamer                   | FC Bury                 | [ 3 ]        |
| 1901 | John Cameron                          | Tottenham Hotspur       |              |
| 1902 | John Nicholson                        | Sheffield United        |              |
| 1903 | Harry Spencer Hamer                   | FC Bury                 |              |
| 1904 | Tom Maley                             | Manchester City         |              |
| 1905 | George Ramsay                         | Aston Villa             |              |
| 1906 | Will Cuff                             | Everton Liverpool       |              |
| 1907 | Arthur Dickinson                      | The Wednesday           |              |
| 1908 | Jack Addenbrooke                      | Wolverhampton Wanderers |              |
| 1909 | Ernest Mangnall                       | Manchester United       |              |
| 1910 | Frank Watt                            | Newcastle United        |              |
| 1911 | Peter O'Rourke                        | Bradford City           |              |
| 1912 | Arthur Fairclough                     | FC Barnsley             |              |
| 1913 | George Ramsay                         | Aston Villa             |              |
| 1914 | John Haworth                          | FC Burnley              |              |
| 1915 | John Nicholson                        | Sheffield United        |              |
| 1920 | George Ramsay                         | Aston Villa             |              |
| 1921 | Peter McWilliam                       | Tottenham Hotspur       |              |
| 1922 | Herbert Chapman                       | Huddersfield Town       |              |
| 1923 | Charles Foweraker                     | Bolton Wanderers        |              |
| 1924 | Frank Watt                            | Newcastle United        |              |
| 1925 | John Nicholson                        | Sheffield United        |              |
| 1926 | Charles Foweraker                     | Bolton Wanderers        |              |
| 1927 | Fred Stewart                          | Cardiff City            |              |
| 1928 | Bob Crompton                          | Blackburn Rovers        |              |
| 1929 | Charles Foweraker                     | Bolton Wanderers        |              |
| 1930 | Herbert Chapman                       | Arsenal Londyn          | [ 4 ]        |
| 1931 | Fred Everiss                          | West Bromwich Albion    | [ 5 ]        |
| 1932 | Andy Cunningham                       | Newcastle United        | [ 6 ]        |
| 1933 | Thomas H. McIntosh                    | Everton Liverpool       | [ 7 ]        |
| 1934 | Wilf Wild                             | Manchester City         | [ 8 ]        |
| 1935 | Billy Walker                          | Sheffield Wednesday     | [ 9 ]        |
| 1936 | George Allison                        | Arsenal Londyn          | [ 4 ]        |
| 1937 | Johnny Cochrane                       | AFC Sunderland          | [ 10 ]       |
| 1938 | James Taylor                          | Preston North End       | [ 11 ]       |
| 1939 | Jack Tinn                             | FC Portsmouth           | [ 12 ]       |
| 1946 | Stuart McMillan                       | Derby County            | [ 13 ]       |
| 1947 | Jimmy Seed                            | Charlton Athletic       | [ 14 ]       |
| 1948 | Matt Busby                            | Manchester United       | [ 15 ]       |
| 1949 | Stan Cullis                           | Wolverhampton Wanderers | [ 16 ]       |
| 1950 | Tom Whittaker                         | Arsenal Londyn          | [ 4 ]        |
| 1951 | Stan Seymour                          | Newcastle United        | [ 17 ]       |
| 1952 | Stan Seymour                          | Newcastle United        | [ 18 ]       |
| 1953 | Joe Smith                             | FC Blackpool            | [ 19 ]       |
| 1954 | Vic Buckingham                        | West Bromwich Albion    | [ 20 ]       |
| 1955 | Doug Livingstone                      | Newcastle United        | [ 21 ]       |
| 1956 | Les McDowall                          | Manchester City         | [ 22 ]       |
| 1957 | Eric Houghton                         | Aston Villa             | [ 23 ]       |
| 1958 | Bill Ridding                          | Bolton Wanderers        | [ 24 ]       |
| 1959 | Billy Walker                          | Nottingham Forest       | [ 25 ]       |
| 1960 | Stan Cullis                           | Wolverhampton Wanderers | [ 16 ]       |
| 1961 | Bill Nicholson                        | Tottenham Hotspur       | [ 26 ]       |
| 1962 | Bill Nicholson                        | Tottenham Hotspur       | [ 26 ]       |
| 1963 | Matt Busby                            | Manchester United       | [ 15 ]       |
| 1964 | Ron Greenwood                         | West Ham United         | [ 27 ]       |
| 1965 | Bill Shankly                          | FC Liverpool            | [ 28 ]       |
| 1966 | Harry Catterick                       | Everton Liverpool       | [ 29 ]       |
| 1967 | Bill Nicholson                        | Tottenham Hotspur       | [ 26 ]       |
| 1968 | Alan Ashman                           | West Bromwich Albion    | [ 30 ]       |
| 1969 | Joe Mercer                            | Manchester City         | [ 31 ]       |
| 1970 | Dave Sexton                           | Chelsea Londyn          | [ 32 ]       |
| 1971 | Bertie Mee                            | Arsenal Londyn          | [ 4 ]        |
| 1972 | Don Revie                             | Leeds United            | [ 33 ]       |
| 1973 | Bob Stokoe                            | AFC Sunderland          | [ 34 ]       |
| 1974 | Bill Shankly                          | FC Liverpool            | [ 28 ]       |
| 1975 | John Lyall                            | West Ham United         | [ 35 ]       |
| 1976 | Lawrie McMenemy                       | FC Southampton          |              |
| 1977 | Tommy Docherty                        | Manchester United       | [ 36 ]       |
| 1978 | Bobby Robson                          | Ipswich Town            | [ 37 ]       |
| 1979 | Terry Neill                           | Arsenal Londyn          | [ 4 ]        |
| 1980 | John Lyall                            | West Ham United         | [ 35 ]       |
| 1981 | Keith Burkinshaw                      | Tottenham Hotspur       |              |
| 1982 | Keith Burkinshaw                      | Tottenham Hotspur       |              |
| 1983 | Ron Atkinson                          | Manchester United       |              |
| 1984 | Howard Kendall                        | Everton Liverpool       |              |
| 1985 | Ron Atkinson                          | Manchester United       |              |
| 1986 | Kenny Dalglish                        | FC Liverpool            | [ 38 ]       |
| 1987 | John Sillett                          | Coventry City           |              |
| 1988 | Bobby Gould                           | FC Wimbledon            |              |
| 1989 | Kenny Dalglish                        | FC Liverpool            | [ 38 ]       |
| 1990 | Alex Ferguson                         | Manchester United       |              |
| 1991 | Terry Venables                        | Tottenham Hotspur       | [ 39 ]       |
| 1992 | Graeme Souness                        | FC Liverpool            |              |
| 1993 | George Graham                         | Arsenal Londyn          |              |
| 1994 | Alex Ferguson                         | Manchester United       |              |
| 1995 | Joe Royle                             | Everton Liverpool       | [ 40 ]       |
| 1996 | Alex Ferguson                         | Manchester United       |              |
| 1997 | Ruud Gullit                           | Chelsea Londyn          | [ 41 ]       |
| 1998 | Arsène Wenger                         | Arsenal Londyn          |              |
| 1999 | Alex Ferguson                         | Manchester United       |              |
| 2000 | Gianluca Vialli                       | Chelsea Londyn          | [ 42 ]       |
| 2001 | Gérard Houllier                       | FC Liverpool            |              |
| 2002 | Arsène Wenger                         | Arsenal Londyn          |              |
| 2003 | Arsène Wenger                         | Arsenal Londyn          |              |
| 2004 | Alex Ferguson                         | Manchester United       |              |
| 2005 | Arsène Wenger                         | Arsenal Londyn          |              |
| 2006 | Rafael Benítez                        | FC Liverpool            |              |
| 2007 | José Mourinho                         | Chelsea Londyn          | [ 43 ]       |
| 2008 | Harry Redknapp                        | FC Portsmouth           | [ 44 ]       |
| 2009 | Guus Hiddink                          | Chelsea Londyn          | [ 45 ]       |
| 2010 | Carlo Ancelotti                       | Chelsea Londyn          | [ 46 ]       |
| 2011 | Roberto Mancini                       | Manchester City         | [ 47 ]       |
| 2012 | Roberto Di Matteo                     | Chelsea Londyn          | [ 48 ]       |
| 2013 | Roberto Martínez                      | Wigan Athletic          | [ 49 ]       |
| 2014 | Arsène Wenger                         | Arsenal Londyn          | [ 50 ]       |
| 2015 | Arsène Wenger                         | Arsenal Londyn          | [ 51 ]       |
| 2016 | Louis van Gaal                        | Manchester United       | [ 52 ]       |
| 2017 | Arsène Wenger                         | Arsenal Londyn          | [ 53 ]       |
| 2018 | Antonio Conte                         | Chelsea Londyn          | [ 54 ]       |
| 2019 | Pep Guardiola                         | Manchester City         | [ 55 ]       |
| 2020 | Mikel Arteta                          | Arsenal Londyn          | [ 56 ]       |
| 2021 | Brendan Rodgers                       | Leicester City          | [ 57 ]       |
| 2022 | Jürgen Klopp                          | FC Liverpool            | [ 58 ]       |
| 2023 | Pep Guardiola                         | Manchester City         | [ 59 ]       |
| 2024 | Erik ten Hag                          | Manchester United       | [ 60 ]       |
| 2025 | Oliver Glasner                        | Crystal Palace          | [ 61 ]       |

## Klasyfikacja wszech czasów

### Indywidualna
| Lp. | Trener                 | Liczba tytułów | Lata triumfów                            | Kluby                                  |
| --- | ---------------------- | -------------- | ---------------------------------------- | -------------------------------------- |
| 1.  | Arsène Wenger          | 7              | 1998, 2002, 2003, 2005, 2014, 2015, 2017 | Arsenal Londyn                         |
| 2.  | George Ramsay          | 6              | 1887, 1895, 1897, 1905, 1913, 1920       | Aston Villa                            |
| 3.  | Alex Ferguson          | 5              | 1990, 1994, 1996, 1999, 2004             | Manchester United                      |
| 3.  | Thomas Mitchell        | 5              | 1884, 1885, 1886, 1890, 1891             | Blackburn Rovers                       |
| 5.  | John Nicholson         | 4              | 1899, 1902, 1915, 1925                   | Sheffield United                       |
| 6.  | Charles Foweraker      | 3              | 1923, 1926, 1929                         | Bolton Wanderers                       |
| 6.  | Jarvis Kenrick         | 3              | 1876, 1877, 1878                         | FC Wanderers                           |
| 6.  | Bill Nicholson         | 3              | 1961, 1962, 1967                         | Tottenham Hotspur                      |
| 9.  | Jack Addenbrooke       | 2              | 1893, 1908                               | Wolverhampton Wanderers                |
| 9.  | Charles William Alcock | 2              | 1872, 1873                               | FC Wanderers                           |
| 9.  | Ron Atkinson           | 2              | 1983, 1985                               | Manchester United                      |
| 9.  | Keith Burkinshaw       | 2              | 1981, 1982                               | Tottenham Hotspur                      |
| 9.  | Matt Busby             | 2              | 1948, 1963                               | Manchester United                      |
| 9.  | Herbert Chapman        | 2              | 1922, 1930                               | Huddersfield Town, Arsenal Londyn      |
| 9.  | Stan Cullis            | 2              | 1949, 1960                               | Wolverhampton Wanderers                |
| 9.  | Kenny Dalglish         | 2              | 1986, 1989                               | FC Liverpool                           |
| 9.  | Arthur Dickinson       | 2              | 1896, 1907                               | The Wednesday                          |
| 9.  | Louis Ford             | 2              | 1888, 1892                               | West Bromwich Albion                   |
| 9.  | Pep Guardiola          | 2              | 2019, 2023                               | Manchester City                        |
| 9.  | John Lyall             | 2              | 1975, 1980                               | West Ham United                        |
| 9.  | Stan Seymour           | 2              | 1951, 1952                               | Newcastle United                       |
| 9.  | Bill Shankly           | 2              | 1965, 1974                               | FC Liverpool                           |
| 9.  | Harry Spencer Hamer    | 2              | 1900, 1903                               | FC Bury                                |
| 9.  | Billy Walker           | 2              | 1935, 1959                               | Sheffield Wednesday, Nottingham Forest |
| 9.  | Frank Watt             | 2              | 1910, 1924                               | Newcastle United                       |

### Według narodowości
| Lp. | Państwo           | Trenerzy | Razem |
| --- | ----------------- | -------- | ----- |
| 1.  | Anglia            | 56       | 76    |
| 2.  | Szkocja           | 18       | 35    |
| 3.  | Francja           | 2        | 8     |
| 4.  | Włochy            | 5        | 5     |
| 4.  | Hiszpania         | 4        | 5     |
| 6.  | Holandia          | 4        | 4     |
| 7.  | Irlandia Północna | 2        | 2     |
| 8.  | Austria           | 1        | 1     |
| 8.  | Niemcy            | 1        | 1     |
| 8.  | Portugalia        | 1        | 1     |

## Rekordy
- Najmłodszy: Jarvis Kenrick (18.03.1876 FC Wanderers – Old Etonians 3:0) – 23 lata i 126 dni
- Najstarszy: Frank Watt (26.04.1924 Newcastle United – Aston Villa 2:0) – 70 lat i 63 dni
- Najwięcej triumfów: Arsène Wenger (1998, 2002, 2003, 2005, 2014, 2015, 2017) – 7 razy
- Najwięcej triumfów z rzędu: Jarvis Kenrick (1876–1878) – 3 razy[1]
- Najdłuższe oczekiwanie na kolejny triumf: Billy Walker (27.04.1935–02.05.1959) – 24 lata i 5 dni

## Triumfatorzy jako zawodnicy i trenerzy
Osiemnaście osób wygrało rozgrywki zarówno jako zawodnik i jako trener. Pierwszy tego dokonał John Cameron w Pucharze Anglii 1900/1901, będąc grającym trenerem Tottenhamu Hotspur, podobnie jak Kenny Dalglish w Pucharze Anglii 1985/1986 jako grający trenerem FC Liverpoolu.
| Trener            | Jako zawodnik | Jako trener |
| ----------------- | ------------- | ----------- |
| Mikel Arteta      | 2014, 2015    | 2020        |
| Matt Busby        | 1933          | 1948, 1963  |
| John Cameron      | 1901          | 1901        |
| Kenny Dalglish    | 1986          | 1986, 1989  |
| Roberto Di Matteo | 1997, 2000    | 2012        |
| Bobby Gould       | 1975          | 1988        |
| George Graham     | 1971          | 1993        |
| Peter McWilliam   | 1910          | 1921        |
| Joe Mercer        | 1950          | 1969        |
| Don Revie         | 1956          | 1972        |
| Jimmy Seed        | 1921          | 1947        |
| Stan Seymour      | 1924          | 1951, 1952  |
| Bill Shankly      | 1938          | 1965, 1974  |
| Joe Smith         | 1923, 1926    | 1953        |
| Bob Stokoe        | 1955          | 1973        |
| Billy Walker      | 1920          | 1935, 1959  |
| Terry Venables    | 1967          | 1991        |
| Gianluca Vialli   | 1997          | 2000        |